# Neuilly-l’Évêque
Neuilly-l’Évêque [nøji levɛk] ist eine französische Gemeinde im Département Haute-Marne der Region Grand Est (vor 2016: Champagne-Ardenne). In der Gemeinde leben 591 Einwohner (Stand: 1. Januar 2022). Die Gemeinde gehört zum Arrondissement Langres und zum Kanton Nogent. Die Einwohner werden Neuilléens genannt.

## Geografie und Verkehr
Neuilly-l’Évêque liegt am nördlichen Rand des Plateaus von Langres, etwa 32 Kilometer südöstlich von Chaumont am Flüsschen Val de Gris. Umgeben wird Neuilly-l’Évêque von den Nachbargemeinden Dampierre im Norden und Nordwesten, Frécourt im Norden, Bonnecourt im Nordosten, Poiseul im Osten, Orbigny-au-Mont im Süden und Südosten, Orbigny-au-Val im Süden, Bannes im Westen und Südwesten sowie Changey im Westen.

## Bevölkerungsentwicklung
| Jahr                       | 1962 | 1968 | 1975 | 1982 | 1990 | 1999 | 2006 | 2019 |
| Einwohner                  | 687  | 694  | 595  | 621  | 587  | 636  | 643  | 580  |
| Quellen: Cassini und INSEE |      |      |      |      |      |      |      |      |